# 布里根廷船
布里根廷船（brigantine）是一种两根桅杆的帆船，其前桅横帆，主桅纵帆。

## 帆装特征

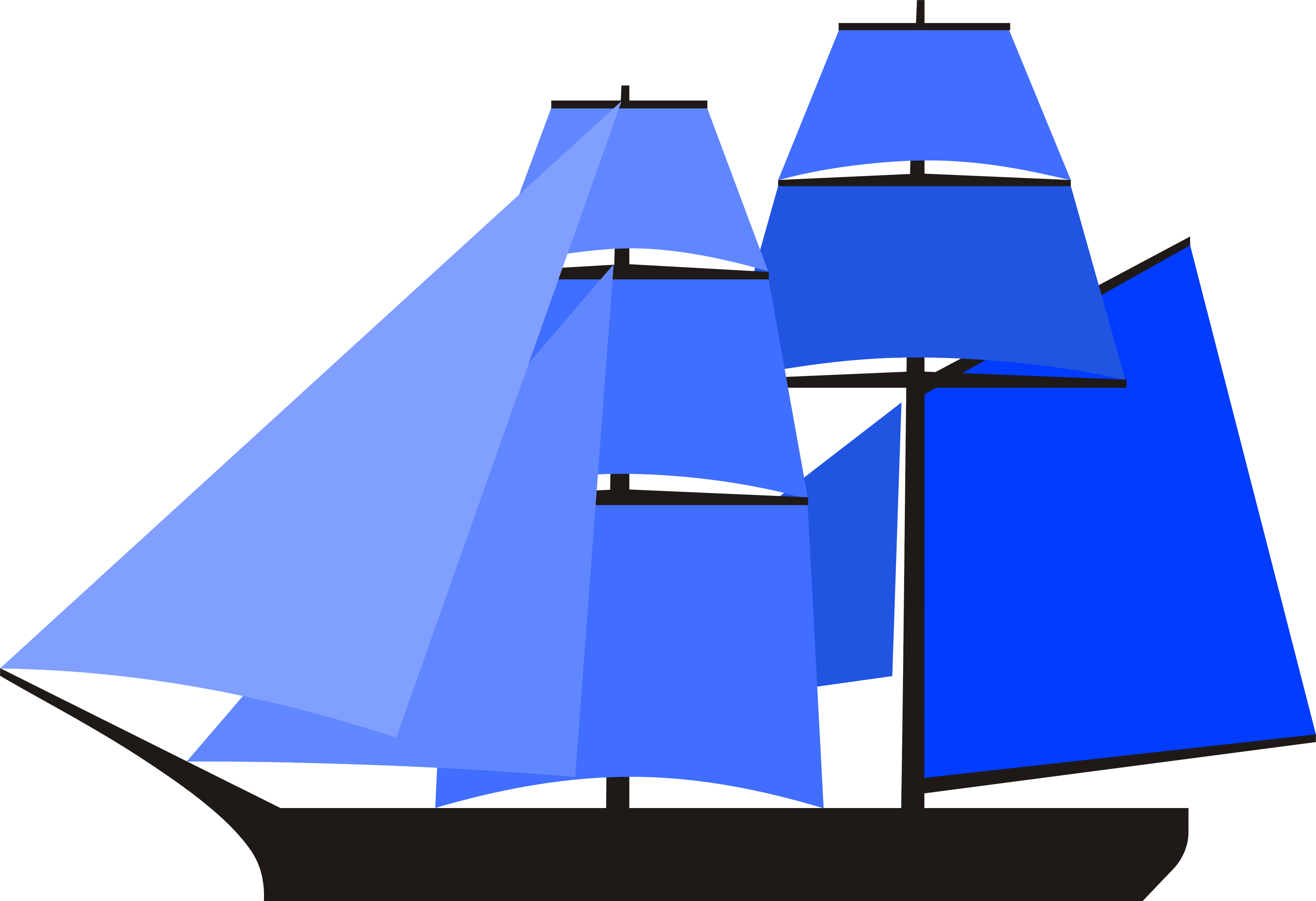
布里根廷船帆装

布里根廷船有两根桅杆，前桅挂横帆，主桅挂纵帆。
与之相比，布里格船两根桅杆上均为横帆；斯庫納船则两根桅杆上均为纵帆，且可以有兩根以上桅。同为前桅横帆，主桅纵帆，若还有后桅甚至第四第五桅均挂纵帆则称为巴昆廷船。

## 名称由来
brigantine一词最初来源于意大利语brigantino，意为劫匪（及他的船）。到17世纪这个词已经开始特指双桅船，皇家海军并将之定义为前桅横帆后桅纵帆的帆装。brig作为brigantine的简写也开始用来指双桅船，并渐渐开始用于特指双桅皆横帆的船。不过一直到18世纪，brigantine和brig还经常混用。一直到19世纪两者的区分才逐渐固定下来。

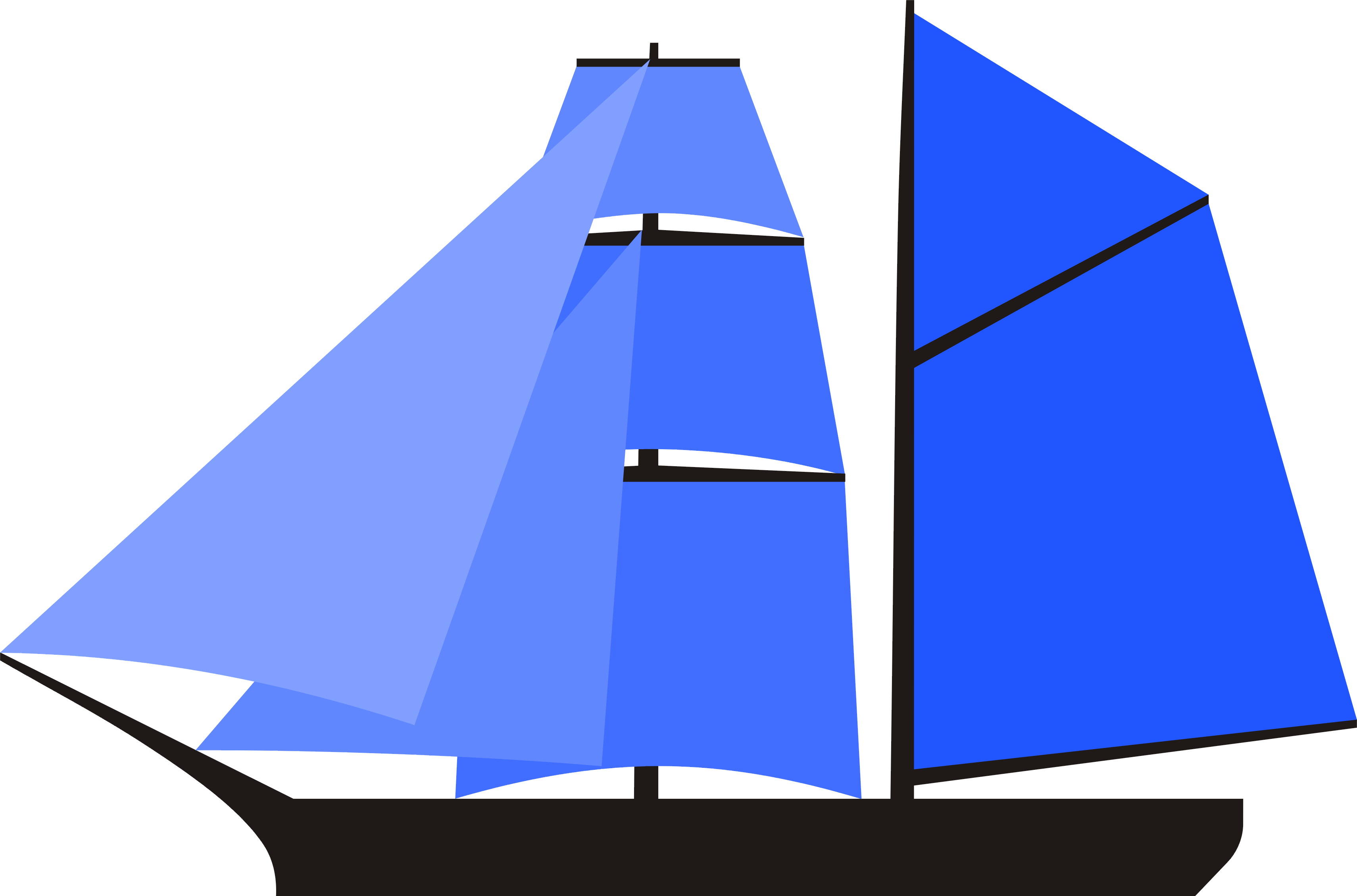
布里根廷船也称为斯庫納布里格船（Schooner Brig）

在美国，布里根廷船也称为hermaphrodite brig。

## 历史上及现存的布里根廷船

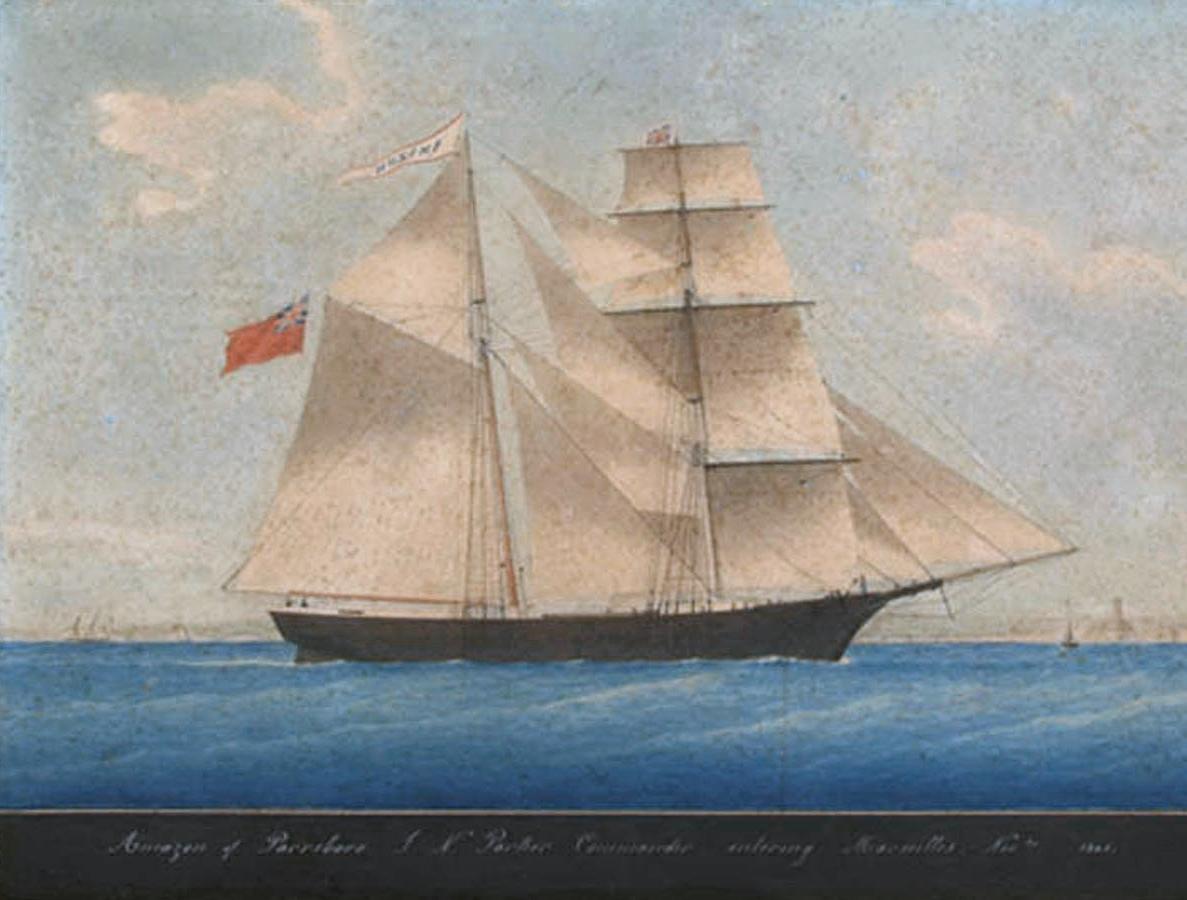
1861年亚马逊号，即后来的幽灵船瑪麗·賽勒斯特號。

- 瑪麗·賽勒斯特號，1861年建造於加拿大，原名亚马逊号，是著名的幽灵船。1872年在大西洋被人發現全速朝向直布羅陀海峽航行，不過在船上並沒有發現任何人。
- 欧文·约翰逊号和艾克斯·约翰逊号（Irving Johnson & Exy Johnson），2000年2月17日在加利福尼亚建造的两艘姐妹船。其中“欧文·约翰逊”号曾于2005年3月21日在美国加利福尼亚州奥克斯纳德海峡群岛港入口附近搁浅。船员及乘客获救。船则于2006年修好恢复服务。
- 海星号（Kaisei），1987年波兰制造，日本买家买下后又转手到美国，现参与维护太平洋环境的海星计划（Project Kaisei）[5]。